# Miño (la Corunya)
Miño és un municipi de la província de la Corunya a Galícia. Pertany a la Comarca de Betanzos. Limita al nord amb Pontedeume, a l'est amb Vilarmaior i al sud amb Paderne i Irixoa.
| 4.923 | 5.326 | 5.823 | 5.476 | 5.089 |
| Fonts: INE i IGE (Els criteris de registre censal variaren i les dades de l'INE i de l'IGE poden no coincidir.) |       |       |       |       |

## Parròquies
- Bemantes (San Tomé)
- Callobre (San Xoán)
- Carantoña (San Xulián)
- Castro (Santa María)
- Leiro (Divino Salvador)
- Miño (Santa María)
- Perbes (San Pedro)
- Vilanova (San Xoán)